# ماتونیا
ماتونیا (نام علمی: Matonia) نام یک سرده از تیره سرخس‌های ماتونیا است.